# Pedro Portocarrero (inquisidor general)
Pedro Portocarrero y Manuel de Villena (Villanueva del Fresno, c.1545 - Cuenca, 20 de septiembre de 1600) fue un clérigo secular español, obispo de Calahorra, de Córdoba y de Cuenca, e inquisidor general.

## Biografía

### Origen familiar
De familia noble, nació en Villanueva del Fresno hacia 1545.
Fue siempre conocido por un solo apellido, Portocarrero, que se registra con variantes: separado como Porto Carrero, o Puerto Carrero, y hasta reducido a Carrero, como le llamaba fray Luis de León. Es anacronismo añadirle el apellido materno, y también es error anteponerle la partícula «de».
Fue hijo de Cristóbal Osorio Portocarrero, II señor de Montijo, y de María Manuel de Villena, su mujer, de los señores de Cheles, dama de la emperatriz Isabel; nieto del primer marqués de Villanueva del Fresno; biznieto de Pedro Portocarrero el Sordo, señor de Moguer, y tataranieto por varonía del maestre de Santiago Juan Pacheco, marqués de Villena, que dominó la política castellana durante el tercer cuarto del siglo XV.
Tuvo por hermanos, entre otros, a Juan, que fue el primer conde de Montijo, santiaguista y mayordomo del rey; a Cristóbal, que en 1606 sucedería en la casa al morir sin prole el mayor, y a Alfonso Portocarrero, caballero de la Orden de Calatrava y comendador de Belvís y Navarra en la de Alcántara, que sirvió a las órdenes de Don Juan de Austria y murió heroicamente en la batalla de Poqueira (1569), durante la Rebelión de las Alpujarras.
Su primo Francisco Manuel fue inquisidor del Tribunal de Toledo, y después de los días del prelado se encargó de trasladar sus restos desde Cuenca hasta Jerez de los Caballeros.

### Primeros años
Estudió Leyes y Cánones en Salamanca, obteniendo el grado de licenciado in utroque jure, y fue rector tres veces de esta universidad. Después, fue canónigo de Sevilla, oidor de la Real Chancillería de Valladolid, regente de la Audiencia de Galicia y gobernador de este reino (1571-1579), miembro del Consejo Real (desde 1580, probablemente en el de Hacienda), consejero de la Suprema Inquisición (nombrado el 2 de mayo de 1581) y comisario general de Cruzada (1585-1589).

### Reformador de universidades
En 1577, siendo gobernador de Galicia y regente de esta Audiencia, actuó como visitador de la Universidad de Santiago de Compostela: sus conclusiones servirían poco después para redactar unas nuevas Constituciones. Y entre 1593 y 1595, siendo ya obispo y también por encargo de Felipe II, llevó a cabo una minuciosa visita de la Universidad de Alcalá. Las reformas que propuso para esta se plasmaron en una Real cédula dada el 8 de enero de 1603.

### Carrera episcopal
Nombrado obispo de Calahorra el 20 de marzo de 1589, fue consagrado en Madrid el 4 de junio siguiente, en el convento de Santa María Magdalena. Actuó como ministro principal el cardenal Gaspar de Quiroga, arzobispo de Toledo e inquisidor general, a quien asistieron Sebastián Pérez, obispo de Osma, y Diego de la Calzada, obispo titular de Salona y auxiliar de la sede Primada. Tomó posesión en la catedral de Calahorra el 21 de mayo del año siguiente. En octubre de 1592 el rey Felipe II estuvo en Logroño y acudió a la colegiata de Santa María la Redonda, donde le recibió el obispo con el cabildo colegial.
El 12 de enero de 1594 fue promovido a la sede de Córdoba. Por el tiempo de este nombramiento se hallaba Portocarrero en Alcalá de Henares, visitando esta universidad.
Y últimamente obtuvo la mitra conquense, por nombramiento del 28 de mayo de 1597. Residía a la sazón en la corte, por razón de su cargo de inquisidor general, y en su nombre tomó posesión en Cuenca Tomás de Baeza Polanco, el 13 de agosto de 1597. No entró en su diócesis hasta 1599: después de haber cesado al frente de la Inquisición.

### Inquisidor general
El 10 de enero de 1596, siendo obispo de Córdoba, fue nombrado inquisidor general por Clemente VIII, a propuesta de Felipe II. Tomó posesión del cargo el 7 de junio, pero solo estuvo en él tres años, pues renunció el 1599 a raíz de la subida al trono de Felipe III. El nuevo rey, con afán reformador, ansiaba renovar a los altos dignatarios de la monarquía, hechuras de su padre. Y para dirigir la Suprema quería traer de Roma al cardenal Niño de Guevara. Este era un protegido de nuestro prelado, quien le había dado en el cabildo conquense la dignidad de archidiácono de Moya. A instancia de la corte de Madrid, el mismo papa que había nombrado a Portocarrero inquisidor (dispensándole de residir en su sede), dictó una bula que, según lo dispuesto por el Concilio de Trento, le obligaba a pasar a Cuenca para conservar la mitra. Su renuncia, hecha el 26 de septiembre, fue premiada con el nombramiento de consejero de Estado.

### Último año
Obedeció la orden de pasar a su sede, en la que no había entrado hasta entonces, pero el clima de Cuenca y el disgusto de verse relegado de la corte abreviaron sus días. El 19 de octubre de 1599 hizo su entrada en  la catedral, y murió en esta ciudad antes de un año: el 20 de septiembre de 1600. No otorgó testamento, pero había dispuesto de sus bienes fundando, entre otras, una cuantiosa obra pía de dotes para huérfanas y crianza de expósitos.
Su cuerpo fue llevado a la ciudad de Jerez de los Caballeros y enterrado en el convento de Nuestra Señora de Gracia, de monjas clarisas, fundación y patronato de sus mayores los señores de Moguer.

### Fray Luis de León
Portocarrero cultivó la amistad de hombres de letras de su tiempo como Arias Montano o Covarrubias. Pero fue sobre todo gran amigo y protector de fray Luis de León, quien le dedicó sus poesías originales y los tratados De los nombres de Cristo e In Abdiam prophetam explanando. El poeta se dirige a él en tres de sus odas: las numeradas II, XV y XXII.